# Marie Carmen Koppel
Marie Carmen Koppel (født 30. september 1971 i København) er en dansk soul- og gospelsangerinde.

## Opvækst
Hun er datter af Ulla og Anders Koppel, søster til Benjamin Koppel og Sara Koppel.
Hun startede som 6-årig med at spille suzuki-violin, men sang gennem hele sin barndom.

## Karriere
Hun vandt i 1989 talentprisen ved Berlingske Tidendes Rytmiske talentkonkurrence.
Hun startede sit første band "Carmens kapel", som turnerede i Danmark og spillede flittigt, specielt på københavnske scener.
Hun blev i 1991 medlem af gruppen Moonjam, og hun har sunget kor på mere end 100 udgivelser med Danmarks største kunstnere.
Hun har dog også optrådt som solist i tv-programmer som "Meyerheim", "Ulvetimen", "Lorry" og "Elevatoren".
Marie Carmen Koppel modtog i 1994 legater fra Den Danske Banks Jubilæumsfond[kilde mangler] samt Dronning Ingrids fond for hvilke hun rejste til New York.
Opholdet i New York blev 2 år langt. Hun sang som den første hvide og den første ikke-amerikaner i gospelkirken "Fountain Church of Christ" i Brooklyn. Derudover sang hun på R&B-klubber som "Chaz & Wilson", "Cafe Wha!" og "Sylvias" med nogle af Amerikas førende soul- og R&B-stjerner.
Hun kom derefter hjem og startede sin solokarriere for alvor.
Første soloalbum udkom i 1996 med titlen "Marie Carmen Koppel". Det blev et meget anmelderrost[kilde mangler] album med gospelsange lært i New York.
Hun har derefter udgivet følgende albums:
"Yearning", "Stay for a while", "A soulful evening", "Through the rain", "A merry little Christmas", "Brooklyn Jazz Session", "Heal My Wounded Heart" og senest "Honestly" i 2017.
Hun har derudover lavet albummet "Gammelt venskab" med vennerne Henrik Launbjerg og Morten Bolvig.
Hun har medvirket tre gange i DRs "Hit med Sangen" og to gange i DRs store juleshow med Radiounderholdningsorkestret.
Hun fik et påskønnelseslegat fra DPA for albummet "Through the rain", som udelukkende indeholdt egne sange.
Hun har været gæstesolist hos en lang række bigbands, brassbands og symfoniorkestre.
Marie Carmen Koppel er kendt for sin store stemmepragt. Med intensitet og nærvær fylder hun spillesteder, kulturhuse og kirker landet over. Hun er blevet sammenlignet med Whitney Houston og Aretha Franklin.[kilde mangler]
Hun deltog som en af fire særligt udvalgte kunstnere inviteret af DR i Dansk Melodi Grand Prix 2009 med sangen Crying Out Your Name, som hun selv havde skrevet i samarbejde med Dan Hemmer.
Hun bor i København.

## Diskografi
- Marie Carmen Koppel (1996)
- Yearning (2002)
- Stay for a While (2003)
- A Soulful Evening (2005)
- Carl Nielsen - sange (med Mads Bærentzen og Peter Vuust, 2005)
- Through the Rain (2008)
- A Merry Little Christmas (2010)
- Brooklyn Jazz Session (med Benjamin Koppel, 2011)
- Heal My Wounded Heart (2014)
- Honestly (2017)